# Diocesi di San José de Mayo
La diocesi di San José de Mayo (in latino Dioecesis Sancti Iosephi in Uraquaria) è una sede della Chiesa cattolica in Uruguay suffraganea dell'arcidiocesi di Montevideo. Nel 2022 contava 86 400 battezzati su 152 500 abitanti. È retta dal vescovo Edgardo Fabián Antúnez-Percíncula Kaenel, S.I.

## Territorio
La diocesi comprende 2 dipartimenti uruguaiani: San José e Flores.
Sede vescovile è la città di San José de Mayo, dove si trova la basilica cattedrale di San Giuseppe.
Il territorio si estende su 10.136 km² ed è suddiviso in 13 parrocchie.

## Storia
La diocesi è stata eretta il 15 novembre 1955 con la bolla Accepta arcano di papa Pio XII, ricavandone il territorio dall'arcidiocesi di Montevideo e dalla diocesi di Salto.
Il 17 dicembre 1960 e il 25 novembre 1961 ha ceduto porzioni del suo territorio a vantaggio dell'erezione rispettivamente delle diocesi di Mercedes e di Canelones.

## Cronotassi dei vescovi
Si omettono i periodi di sede vacante non superiori ai 2 anni o non storicamente accertati.
- Luis Baccino † (20 dicembre 1955 - 5 luglio 1975 deceduto)
- Herbé Seijas † (15 ottobre 1975 - 3 maggio 1983 deceduto)
- Pablo Jaime Galimberti di Vietri (12 dicembre 1983 - 16 maggio 2006 nominato vescovo di Salto)
- Arturo Eduardo Fajardo Bustamante (27 giugno 2007 - 15 giugno 2020 nominato vescovo di Salto)
- Edgardo Fabián Antúnez-Percíncula Kaenel, S.I., dal 30 giugno 2021

## Statistiche
La diocesi nel 2022 su una popolazione di 152.500 persone contava 86.400 battezzati, corrispondenti al 56,7% del totale.
| anno | popolazione | popolazione | popolazione | presbiteri | presbiteri | presbiteri | presbiteri                | diaconi | religiosi | religiosi | parrocchie |
| anno | battezzati  | totale      | %           | numero     | secolari   | regolari   | battezzati per presbitero | diaconi | uomini    | donne     | parrocchie |
| ---- | ----------- | ----------- | ----------- | ---------- | ---------- | ---------- | ------------------------- | ------- | --------- | --------- | ---------- |
| 1966 | 95.380      | 100.730     | 94,7        | 27         | 26         | 1          | 3.532                     |         | 12        | 40        | 12         |
| 1968 | 105.100     | 110.800     | 94,9        | 21         | 20         | 1          | 5.004                     |         | 10        | 40        | 12         |
| 1976 | 99.000      | 107.000     | 92,5        | 11         | 9          | 2          | 9.000                     |         | 8         | 36        | 13         |
| 1980 | 101.700     | 116.000     | 87,7        | 12         | 9          | 3          | 8.475                     |         | 10        | 33        | 12         |
| 1990 | 85.700      | 113.000     | 75,8        | 17         | 14         | 3          | 5.041                     |         | 7         | 26        | 12         |
| 1999 | 92.200      | 122.000     | 75,6        | 20         | 16         | 4          | 4.610                     |         | 9         | 29        | 12         |
| 2000 | 92.900      | 123.000     | 75,5        | 19         | 15         | 4          | 4.889                     |         | 8         | 29        | 12         |
| 2001 | 93.600      | 124.000     | 75,5        | 19         | 15         | 4          | 4.926                     |         | 8         | 29        | 12         |
| 2002 | 94.400      | 125.100     | 75,5        | 19         | 15         | 4          | 4.968                     |         | 8         | 32        | 12         |
| 2003 | 90.357      | 112.400     | 80,4        | 19         | 14         | 5          | 4.755                     |         | 10        | 33        | 12         |
| 2004 | 85.000      | 112.401     | 75,6        | 20         | 14         | 6          | 4.250                     |         | 11        | 21        | 11         |
| 2010 | 88.500      | 115.800     | 76,4        | 23         | 18         | 5          | 3.847                     | 1       | 8         | 15        | 12         |
| 2014 | 87.700      | 117.400     | 74,7        | 19         | 13         | 6          | 4.615                     | 2       | 10        | 18        | 13         |
| 2017 | 84.980      | 149.850     | 56,7        | 18         | 13         | 5          | 4.721                     | 5       | 10        | 14        | 13         |
| 2020 | 85.900      | 151.500     | 56,7        | 18         | 12         | 6          | 4.772                     | 3       | 9         | 14        | 13         |
| 2022 | 86.400      | 152.500     | 56,7        | 20         | 14         | 6          | 4.320                     | 3       | 11        | 15        | 13         |